# Thomas Bo Larsen
Thomas Bo Larsen (født 27. november 1963) er en dansk skuespiller. Larsen er uddannet skuespiller fra Odense Teaterskole i 1991 og han fik sit gennembrud i den Oscar-nominerede kortfilm Sidste omgang i 1993. Han har medvirket i talrige teateropsætninger på blandt andet Café Teatret, Østre Gasværk Teater, Aveny Teatret og Det Kongelige Teater. Bo Larsen er især kendt for filmene De skrigende halse (1993), Ondt blod (1996), De største helte (1996) og vinderen af kritikerprisen i Cannes Festen (1998). I 1997 vandt han en Robert for årets mandlige hovedrolle i De største helte og i 1999 endnu en Robert for birollen i Festen.
Blandt nyere film er han især kendt for Mirakel (2000), Monas Verden (2001), Den gode strømer (2004), Store planer (2005), Solkongen (2005), Lotto (2006), Jagten (2012) og senest Druk (2020)
I tv-serien Bedrag på DR har han en af hovedrollerne som politibetjenten Mads Justesen, for hvilken han i 2017 modtog en Robert for årets mandlige tv-hovedrolle. 

## Biografi
Bo Larsen voksede op i arbejderkvarteret Søndergårdsparken i Bagsværd som søn af en håndværker og en hjemmegående husmoder. Efter 7. klasse blev han bagerlæring, derefter arbejdsdreng og i et års tid fabriksarbejder på samlebåndsfabrik. Efter adskillige job i sin ungdom blev han i 1984 uddannet som glarmester. Senere tog han et højskoleophold i Herning, hvor han mødte skuespillerinden Mette Horn og de blev kærester. Thomas Bo Larsen har tidligere været gift med skuespillerkollegaen Patricia Schumann, og blev i 2010 kærester med frisør og stylist Diana Hvas. De gik dog fra hinanden i 2011. Han er i dag bosiddende i Gladsaxe og blev i 2020 forlovet med Kirsten.

## Filmografi

### Film
| År   | Titel                          | Rolle               | Noter |
| ---- | ------------------------------ | ------------------- | ----- |
| 1992 | De skrigende halse             |                     |       |
| 1995 | Sidste time                    |                     |       |
| 1996 | De største helte               |                     |       |
| 1996 | Pusher                         |                     |       |
| 1996 | Ondt blod                      |                     |       |
| 1997 | Riget II                       |                     |       |
| 1998 | Albert                         |                     |       |
| 1998 | Festen                         |                     |       |
| 1998 | I Wonder Who's Kissing You Now |                     |       |
| 1998 | Nattens engel                  |                     |       |
| 1999 | Kærlighed ved første hik       |                     |       |
| 1999 | Bornholms stemme               |                     |       |
| 1999 | Flænset                        |                     |       |
| 2000 | Mirakel                        |                     |       |
| 2000 | Her i nærheden                 |                     |       |
| 2000 | Blinkende lygter               |                     |       |
| 2001 | Monas verden                   |                     |       |
| 2001 | Grev Axel                      |                     |       |
| 2001 | Fukssvansen                    |                     |       |
| 2002 | Humørkort-stativ-sælgerens søn |                     |       |
| 2004 | Den gode strømer               |                     |       |
| 2005 | Store planer                   |                     |       |
| 2005 | Solkongen                      |                     |       |
| 2005 | Ambulancen                     |                     |       |
| 2006 | Lotto                          |                     |       |
| 2007 | En mand kommer hjem            |                     |       |
| 2009 | Winnie & Karina - The Movie    |                     |       |
| 2011 | Hjælp nu er det jul            |                     |       |
| 2012 | Jagten                         |                     |       |
| 2017 | Far til fire - på toppen       |                     |       |
| 2020 | Far til fire og vikingerne     |                     |       |
| 2020 | Druk                           | Idrætslæreren Tommy |       |

### Serier
| År   | Titel              | Rolle           | Noter                                                            |
| ---- | ------------------ | --------------- | ---------------------------------------------------------------- |
| 2000 | Edderkoppen        | Søfyrsbøderen   |                                                                  |
| 2016 | Bedrag sæson 1 & 2 | Mads Justesen   | I 2017 modtog Larsen en Robert for årets mandlige tv-hovedrolle. |
| 2018 | Advokaten          | Thomas Waldmann |                                                                  |